# Филип Главеев
Филип Илиев Главеев е български учител и революционер.

## Биография
Главеев е роден в 1860 година в разложкото село Якоруда, тогава в Османската империя. Учи в Солунската българска мъжка гимназия. Става учител в чепинското християнско село Каменица, където развива широка просветна дейност - създава хор, организира самодеен театър и увеличава библиотеката. По-късно е учител в селата Баня Чепинска, където в 1893 година е сред основателите на читалище „Чепино“. Главеев поддържа връзки с Македонския комитет, изпраща парични помощи и събира доброволци на Четническата акция. През декември 1895 година Главеев е делегат от Татарпазарджишкото македонско дружество на Втория конгрес на Македонската организация.
На 10 октомври 1899 година се създава обединено дружество на селата Чепино, Лъджене и Каменица с настоятелство Главеев, председател, Димитър Масларов, подпредседател, Моисей Праматаров, деловодител и Иван Попниколов, касиер. Домът на Главеев става пункт за прехвърляне на оръжие и хора от и към Разлога. В 1900 година Главеев е делегат на Лъдженското дружество на Седмия македонски конгрес, а в 1901 година - на Осмия македоно-одрински конгрес от Чепинското дружество.
В 1903 година Главеев участва в Илинденско-Преображенското въстание, като четник на Иван Цончев.
След въстанието отново се установява в Чепино-Баня, където става библиотекар и председател на читалището. В 1905 година е инициатор за основаването на кооперация „Пробуда“ и е неин председател. Подпомага строежа на ново училище, което по-късно носи неговото име. Умира в 1933 година, погребан е в църковния двор на църквата „Свети Георги“.